# St. Michael (Münster)

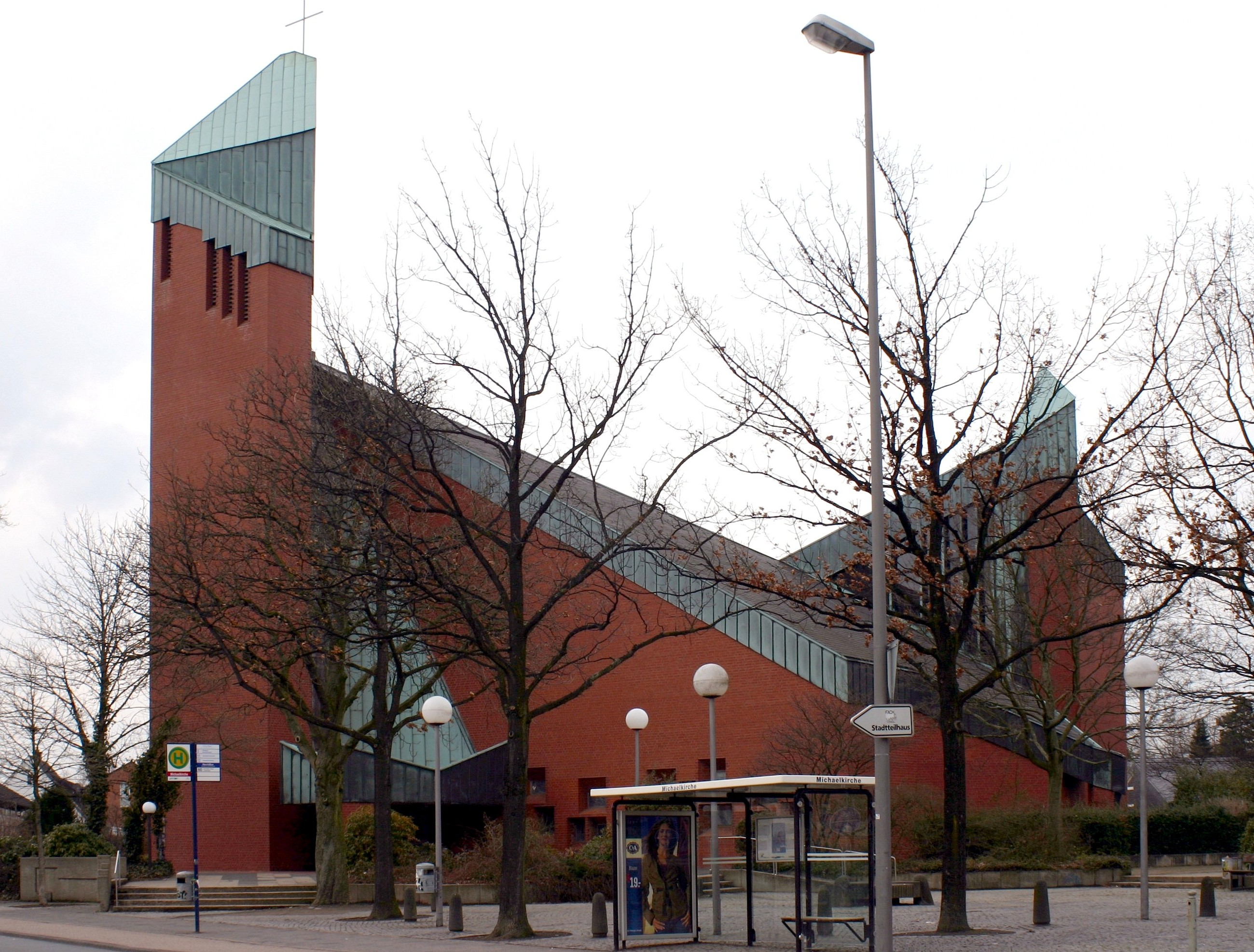
St. Michael, Münster-Gievenbeck

St. Michael ist eine katholische Kirche im Stadtteil Gievenbeck der westfälischen Stadt Münster. Sie wurde ab 1968 nach Plänen von Harald Deilmann erbaut und am 21. März 1970 durch Bischof Heinrich Tenhumberg geweiht. Sie ist Filialkirche der Pfarrei Liebfrauen-Überwasser im Stadtdekanat Münster des Bistums Münster.

## Geschichte
Das Dorf Gievenbeck gehörte bis ins 20. Jahrhundert zur Pfarrei Liebfrauen-Überwasser. Erst in den 1920er Jahren machte die stark gestiegene Bevölkerungszahl die Errichtung einer eigenen Kirche unabweisbar. Die wirtschaftliche Situation, dann Restriktionen von Seiten der nationalsozialistischen Behörden ließen zunächst nur einen Holzbau zu, den Bischof Clemens August von Galen am 23. Februar 1936 zu Ehren des Erzengels Michael weihte. Diese Kirche überstand den Zweiten Weltkrieg. Gievenbeck mit seiner Holzkirche wurde 1949 zur eigenständigen Pfarrgemeinde. Der lange geplante Neubau konnte Ende der 1960er Jahre erfolgen. Die Holzkirche wurde abgerissen, nachdem das Grundstück mit der Stadt Münster gegen das heutige Kirchengrundstück getauscht wurde.
1970 konnte die neue St. Michaelkirche durch Bischof Heinrich Tenhumberg eingeweiht werden.
Seit 2007 ist St. Michael wieder mit Liebfrauen-Überwasser zusammengeschlossen.
Da Gievenbeck der deutlich größere Teil der Pfarrgemeinde ist, wurde die St. Michaelkirche zur Pfarrkirche, der Traditionsname der älteren Liebfrauen-Überwassergemeinde jedoch übernommen. 
2014 erfolgte die Zusammenführung mit den Gemeinden St. Sebastian (Nienberge) und  St. Theresia zur Pfarrei Liebfrauen-Überwasser, mit der gemeinsamen Pfarrkirche Liebfrauen-Überwasser.

## Architektur
St. Michael ist ein rötlicher Backsteinbau mit grün patinierter Kupferbedachung. Den Grundriss bilden zwei ungleich große und asymmetrisch diagonal ineinander gefügte Quadrate. Das größere, der Raum der Gemeinde, ist mit einem absteigenden, das kleinere, der Altarraum, mit einem aufsteigenden Dach gedeckt. Die Dächer sind mit Buntglasfensterreihen gesäumt. Die Dachlinien setzen sich auf höherer Ebene im Dach des vorgesetzten Turmes fort, dessen Grundriss ein Dreieck ist. Das Hauptportal ist mit einer steil abfallenden Kupferdachschräge hervorgehoben.

## Ausstattung
Den Innenraum prägen die Rottöne von Klinkerwänden und Fußbodenplatten sowie das helle Holz der Deckenverkleidung und der Tragbalken.

### Orgel
Die Orgel der Firma Breil wurde 1979 fertiggestellt. Das Schleifladen-Instrument hat 23 Register auf zwei Manualen und Pedal. Die Spieltrakturen sind mechanisch, die Registertrakturen elektrisch.
| I Hauptwerk C–g3 |                |       |
| 1.               | Prinzipal      | 8′    |
| 2.               | Rohrflöte      | 8′    |
| 3.               | Oktave         | 4′    |
| 4.               | Spitzgedackt   | 4′    |
| 5.               | Waldflöte      | 2′    |
| 6.               | Sesquialter II | 2 ⁄3′ |
| 7.               | Mixtur IV-VI   | 1 ⁄3′ |
| 8.               | Trompete       | 8′    |

| II Schwellwerk C–g3 |                  |        |
| 9.                  | Gamba            | 8′     |
| 10.                 | Holzgedackt      | 8′     |
| 11.                 | Prinzipal        | 4′     |
| 12.                 | Blockflöte       | 4′     |
| 13.                 | Oktave           | 2′     |
| 14.                 | Terz             | 1 3⁄5′ |
| 15.                 | Quinte           | 1 ⁄3′  |
| 16.                 | Scharfzimbel III | 1′     |
| 17.                 | Schalmey         | 8′     |
|                     | Tremulant        |        |

| Pedal C–f1 |             |     |
| 18.        | Subbass     | 16′ |
| 19.        | Oktave      | 8′  |
| 20.        | Rohrgedackt | 8′  |
| 21.        | Choralflöte | 4′  |
| 22.        | Nachthorn   | 2′  |
| 23.        | Fagott      | 16′ |

- Koppeln: II/I, I/P, II/P

### Geläut
1985 erklang erstmals das große fünfteilige Geläut der Firma Petit und Edelbrock. Es ist gestimmt auf g'-h'-d"-e"-g".